# Грег Бейкер
Грегорі Бейкер (англ. Gregory Baker, нар. 16 квітня 1968, Сент-Пол, Міннесота) — американський кіноактор і музикант.  Найбільш відомий своїми  ролями Елліотта, продюсера шоу «Sports Night», містера Кореллі, вчителя історії Майлі Стюарт у фільмі ««Ханна Монтана»» та Бургера Пітта у «Я — рокер» .

## Фільмографія
Серіали
| Рік             | Назва                        | Роль              | Епізоди                                  |
| --------------- | ---------------------------- | ----------------- | ---------------------------------------- |
| 1997 рік        | Крок за кроком               | Малював           | « Велике побачення »                     |
| 1998 рік        | Раптом Сьюзен                | Майкл             | «Сват, сват»                             |
| 1998 рік        | Врятований дзвін: Новий клас |                   | « Вгадай, хто керує Максом »             |
| 1998 рік        | Як видно на                  | Хост              |                                          |
| 1998–2000 роки  | Спортивний вечір             | Елліот            | 45 серій                                 |
| 2000 рік        | Хьюлі                        | Божевільний Ларрі | "Страшний Г'юлі"                         |
| 2001 рік        | Західне крило                | Інтерв'юер        | " Еллі "                                 |
| 2001 рік        | Три сестри                   | Рон               | "Це чудове життя"                        |
| 2002 рік        | Це життя                     | співробітниця     | «Що до цього має сім’я?»                 |
| 2002 рік        | Обґрунтований для життя      | Хлопець           | « Вона справді зустрічається з Волтом? » |
| 2002 рік        | Ліззі Макгуайр               | Охоронець         | « У Міранді Ліззі не вірить »            |
| 2003 рік        | Район                        | Клерк             | «Продається Юпітер»                      |
| 2006 рік        | ER                           | Хайсміт           | "На виході"                              |
| 2006– 2009 роки | Ханна Монтана                | Містер Кореллі    | 9 серій                                  |
| 2007 рік        | Кістки                       | Мелвін Галлахер   | « Вбивця в бетоні »                      |
| 2009–2011 роки  | Я — рокер                    | Бургер Пітт       | Головна роль                             |

Фільми
| Рік      | Назва                 | Роль                   |
| -------- | --------------------- | ---------------------- |
| 1996 рік | Д'Ангел серед нас     | Холландер/Марк Гудхарт |
| 1999 рік | Балада про солов'я    |                        |
| 2001 рік | Слава небесам         | Пол Джонс              |
| 2001 рік | Підірваний шанс       | Друг                   |
| 2004 рік | Маленька чорна книжка | Хлопець №2 у барі      |
| 2005 рік | Тренер з життя        | Френсіс "LC" О'Райлі   |
| 2007 рік | Він був тихою людиною | Copy Boy               |
| 2012 рік | Відпустити            | Редактор Maverick      |